# Буріказгановська сільська рада
Буріказга́новська сільська рада (рос. Буриказгановский сельский совет) — муніципальне утворення у складі Стерлітамацького району Башкортостану, Росія. Адміністративний центр — село Буріказганово.

## Населення
Населення — 1905 осіб (2019, 2130 в 2010, 2197 в 2002).

## Склад
До складу поселення входять такі населені пункти:
| Населений пункт         | Населення, осіб (2002) | Населення, осіб (2010) |
| ----------------------- | ---------------------- | ---------------------- |
| Буріказганово, село     | 840                    | 799                    |
| Петропавловка, присілок | 9                      | 12                     |
| Садовка, село           | 451                    | 424                    |
| Талачево, село          | 897                    | 895                    |